# الدين في كردستان
الدين في كردستان، كان التنوع الديني سمة من سمات كردستان لعدة قرون. الأديان الرئيسية الموجودة حاليا في كردستان هي: الإسلام، المسيحية، الزرادشتية، اليارسانية، اليزيدية، العلوية، واليهودية. اليوم، الإسلام السني هو الدين الأكثر تمسكا في كردستان.

## الإسلام

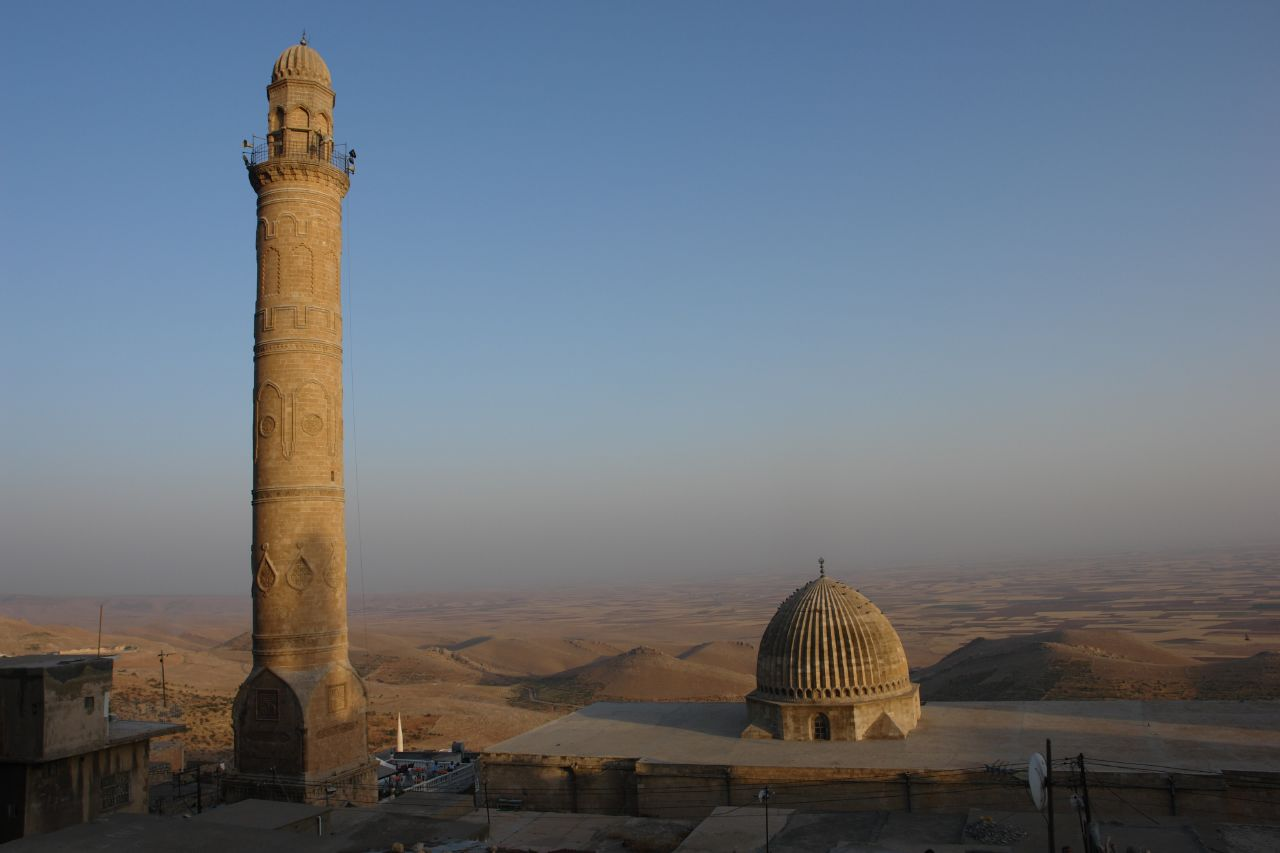
الجامع الكبير في ماردين

غالبية الشعب الكردي مسلمون بالدين. اكتسب الإسلام دعماً شعبياً قوياً وكان تاريخياً بمثابة العمود الفقري للحركة الكردية.